# Gare de Berguette-Isbergues
Gare de Berguette-Isbergues vasútállomás Franciaországban, Isbergues településen.

## Vasútvonalak
Az állomást az alábbi vasútvonalak érintik:
- Arras–Dunkirk-vasútvonal

## Kapcsolódó állomások
A vasútállomáshoz az alábbi állomások vannak a legközelebb:
- Gare d’Hazebrouck
- Gare de Ham-en-Artois
- Gare de Thiennes